# Delaware River
Ne doit pas être confondu avec Delaware (fleuve).
Delaware River est une rivière de 151 km de long située dans la partie nord-est de l’État du Kansas. Le bassin de la rivière raine (2 890 km2) à la sortie du réservoir du lac Perry. C'est l'un des principaux affluents de la rivière Kansas.
La rivière prend sa source à l'ouest de Sabetha, dans le comté de Nemaha. Elle passe par la réserve de la nation Kickapoo, puis à travers de riches terres agricoles qui donne à l'eau de la rivière un aspect très boueux. Juste au sud de Valley Falls, la rivière pénètre dans le lac Perry. Elle se jette ensuite dans la rivière Kansas juste au nord de Lecompton.

## Source
- (en) Cet article est partiellement ou en totalité issu de l’article de Wikipédia en anglais intitulé « Delaware River (Kansas) » (voir la liste des auteurs).